# أبيجيل بوش
أبيجيل بوش (بالإنجليزية: Abigail Bush)‏ هي سفرجات أمريكية، (و. 1810 – 1898 م). وهي أول أمرأة تترأس إجتماعا عاما وهي ناشطة في مجال إلغاء عقوبة الأعدام وناشطة في مجال حقوق المرأة.